# فاکتور رشد شبه‌انسولین ۲
فاکتور رشد شبه‌انسولین ۲ (IGF-2) یکی از سه هورمون پروتئینی است که شباهت ساختاری با انسولین دارند. تعریف سرعنوان‌های موضوعی پزشکی می‌گوید: «یک پپتید خنثی با باور بر این‌که توسط کبد ترشح می‌شود و در خون گردش می‌کند. فعالیت‌های تنظیم‌کنندهٔ رشد، انسولین‌مانند و میتوژنیک دارد. این فاکتور رشد دارای وابستگی عمده اما نه مطلق به سوماتوتروپین است. باور بر این است که این هورمون، یک عامل اصلی رشد جنین در مقابل فاکتور رشد شبه‌انسولین ۱ (IGF-۱) است که یک فاکتور رشد اصلی در بزرگسالان است».

## موقعیت ژن
در انسان، ژن IGF2 بر روی کروموزوم 11p قرار دارد، ناحیه‌ای که حاوی ژن‌های متعددی است. در موش‌ها این ناحیهٔ همولوگ در کروموزوم ۷ دیستال یافت می‌شود.
ایزوفرم متعارف پیش پروپروتئین IGF-2 (180 اسید آمینه) شامل یک پپتید سیگنال (اسیدهای آمینهٔ ۱–۲۴) و یک پروپپتید (اسیدهای آمینهٔ ۹۲–۱۸۰) است. پردازش پروتئولیتیک، پپتید سیگنال و پروپپتید را برای تولید هورمون بالغ (اسیدهای آمینهٔ ۲۵–۹۱) حذف می‌کند.

## عملکرد
نقش اصلی IGF-2 به‌عنوان یک هورمون محرک رشد در دوران بارداری است.
IGF-2 اثرات خود را با اتصال به گیرندهٔ فاکتور رشد ۱ شبه‌انسولین و ایزوفرم کوتاه گیرندهٔ انسولین (IR-A یا اگزون ۱۱-) اعمال می‌کند. IGF-2 همچنین ممکن است به گیرندهٔ IGF-2 (که گیرندهٔ مانوز ۶-فسفات مستقل از کاتیون نیز نامیده می‌شود) متصل شود که به‌عنوان یک آنتاگونیست سیگنال‌دهی عمل می‌کند؛ یعنی برای جلوگیری از پاسخ IGF-2.
در فرایند فولیکولوژنز (تولید فولیکول در تخمدان) IGF-2 توسط سلول‌های تکا ایجاد می‌شود تا به‌صورت اتوکرین بر روی خود سلول‌های تکا و به‌صورت پاراکرین روی سلول‌های گرانولوزا در تخمدان عمل کند. IGF-2 تکثیر سلول‌های گرانولوزا را در طول فاز فولیکولی چرخهٔ قاعدگی القا می‌کند و در کنار هورمون محرکهٔ فولیکولی (FSH) عمل می‌کند. پس از تخمک‌گذاری، IGF-2 ترشح پروژسترون را در مرحلهٔ لوتئال چرخهٔ قاعدگی همراه با هورمون لوتئینیزه‌کننده (LH) افزایش می‌دهد؛ بنابراین، IGF-2 به‌عنوان یک هورمون همراه با FSH و LH عمل می‌کند.
پژوهشی در دانشکدهٔ پزشکی Mount Sinai نشان داد که IGF-2 ممکن است با حافظه و تولیدمثل مرتبط باشد. پژوهشی در مؤسسهٔ اروپایی علوم اعصاب گوتینگن (آلمان) نشان داد که سیگنال‌دهی IGF-2/ IGFBP7، بقای نورون‌های هیپوکامپ نوزاد ۱۷ تا ۱۹ روزه را افزایش می‌دهد. این نشان می‌دهد که استراتژی‌های درمانی که سیگنال‌دهی IGF-2 و نوروژنز بزرگسالان را تقویت می‌کنند ممکن است برای درمان بیماری‌های مرتبط با حافظهٔ ترس بیش از حد مانند اختلال اضطراب پس از سانحه مناسب باشند.

## پرپتین
پرپتین، یک هورمون پپتیدی ۳۴-آمینواسیدی است که توسط لوزالمعده، کلیه‌ها، بافت‌های پستان و غدد بزاقی تولید می‌شود. این هورمون از برش پروتئولیتیک پروتئین IGF-2 به‌دست می‌آید. پرپتین در سلول‌های بتای جزایر لانگرهانس وجود دارد و با واسطهٔ گلوکز با انسولین ترشح می‌شود و به‌عنوان یک تقویت‌کنندهٔ فیزیولوژیکی ترشح انسولین با واسطهٔ گلوکز عمل می‌کند. این پروتئین تأثیر آنابولیک بر رشد استخوان دارد و ویژگی‌های تمایل به استخوان‌زایی را از خود نشان می‌دهد و فعالیت میتوژنیک استئوبلاست را از راه فعال‌سازی MAPK1 و MAPK3 افزایش می‌دهد. این فعالیت در ۱۶ اسید آمینهٔ نخست پرپتین قرار دارد. فرسایش ژنتیکی ناحیهٔ کدکنندهٔ پرپتین Igf2 در موش‌های ماده عملکرد پانکراس را مختل می‌کند.

## اهمیت بالینی
IGF-2 گاهی در تومورهای سلول‌های جزایر لانگرهانس و تومورهای سلولی هیپوگلیسمی غیر جزیره‌ای، بیش از حد تولید می‌شود و باعث هیپوگلیسمی می‌شود. سندرم دوج پاتر یک سندرم پارانئوپلاستیک است که در آن هیپوگلیسمی با یک یا چند تومور فیبری غیر جزایری در حفرهٔ جنبی همراه است. نبود IGF-2 یک ویژگی رایج در تومورهایی است که در سندرم بکویث ویدمن مشاهده می‌شود. از آنجایی که IGF-2 باعث رشد سلول‌های بتای پانکراس جنین می‌شود، اعتقاد بر این است که با برخی از اَشکال دیابت مرتبط است. در جانوران نشان داده شده‌است که سمومی مانند PCB (پلی‌کلر بی‌فنیل) بر بیان IGF-2 تأثیر می‌گذارند.

## تعامل‌ها
نشان داده شده‌است که فاکتور رشد شبه‌انسولین ۲ با IGFBP3 و ترانسفرین، تعامل دارد.